# Шволов, Александер
Александер Шволов (нем. Alexander Schwolow; 2 июня 1992, Висбаден, Германия) — немецкий футболист, вратарь.

## Клубная карьера
Шволов начал свою юношескую карьеру в Третьей лиге Германии в составе футбольного клуба «Веен». Он ушел в 2008 году в команду «Фрайбург» до 17 лет, откуда он позже перешел в команду до 19 лет.
В полуфинале и финале розыгрыша Кубка Германии сезона 2010/2011 среди юношеских команд отразил решающие пенальти в матчах против молодёжных команд «Вольфсбурга» и «Ганзы» соответственно.
Начиная с сезона 2010/2011 стал вызываться во вторую команду «Фрайбурга», игравшую в Региональной лиге.
Дебют Шволова в Бундеслиге пришёлся на последний тур сезона 2013/2014. В том матче его команда уступила «Ганноверу» со счетом 2:3.
Летом 2014 года Шволов отправился в двухгодичную аренду в «Арминию». Во втором круге Кубка Германии 2014/15 отразил два одиннадцатиметровых удара в послематчевой серии против «Герты», а в четвертьфинальном матче против «Боруссии» Мёнхенгладбах парировал решающий удар Траоре и вывел тем самым «Арминию» в полуфинал.
В «Арминии» провёл только один из двух сезонов, на которые был арендован.
1 июля 2015 года, к сезону 2015/2016, «Фрайбург» вернул Шволова в команду, которая вылетела во вторую Бундеслигу и после продажи Романа Бюрки в «Боруссию Дортмунд».
9 мая 2017 года продлил контракт с клубом до 2020 года.
4 августа 2020 года представители «Герты» договорились о сделке с «Фрайбургом» и подписали Шволова за 8 млн евро.
Летом 2022 года Шволов отправил в аренду в клуб «Шальке 04».

## Международная карьера
Александер выступал за свою страну на молодёжном уровне, но ещё не выступал на взрослом.